# Reino bamum

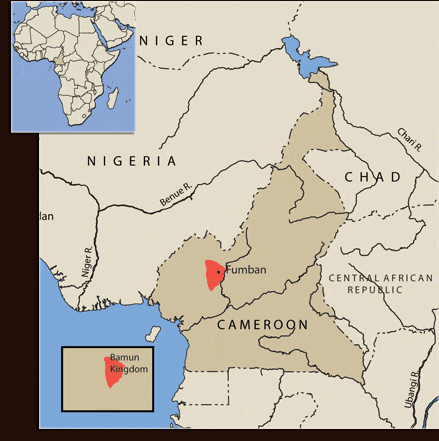
Extensión aproximada del reino de Njoya Ibrahima (en rojo), en la actual República de Camerún.

El reino Bamum o Bamoum, también conocido como Bamun, Bamoun o Mum (1394–1884) fue un Estado africano precolonial ubicado en el actual oeste de Camerún. Fue fundado por los mbum, un grupo étnico parte de los bantú que habitan en el noreste de Camerún. Su capital fue la antigua ciudad amurallada de Fumban.

## Geografía

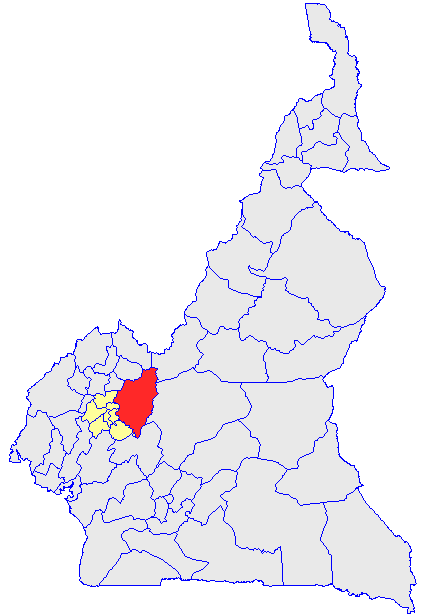
Localización del departamento de Noun (en rojo) en la región Oeste de Camerún.

Con una superficie de alrededor de 7.700 km² en la que hoy en día habitan unos 820.000 habitantes, el antiguo reino Bamum llegó a abarcar la mayor parte del actual departamento de Noun, lo que supone más de la mitad de Región del Oeste de Camerún. Incluía una meseta con una elevación de 700 metros sobre el nivel del mar entre los macizos montañosos de Mbapit, Nkogham y Mbam (que alcanzan cotas de 2.200m). El llano está bañado por la ribera del río Mbam y el río Noun, cerca de Bafia.[cita requerida]

## Historia

### Orígenes
Los bamun o mbum, entre otras etnias, afirman descender del pueblo tikar de las tierras altas de Camerún. De hecho, el reino Bamun fue fundado por inmigrantes vinculados a la dinastía real tikar de Nsaw. Se cree que estas migraciones se enmarcan en el movimiento de los chamba del altiplano tikar en la meseta Adamawa.
El fundador del reino (“fon” o “mfon”) fue Nchare, un conquistador al que se le atribuye haber sometido 18 reinos. El rey Nchare fundó la capital Foumban (Mfomben en la época). Este primer grupo de conquistadores tikar se aculturizaron y adquirieron la lengua y tradiciones de los habitantes de sus nuevas tierras, pasando a ser conocidos como los mbum o bamum. Más adelante, las gentes que cayeron bajo dominio de su reino fueron incluidos con ese nombre.
Los nueve reyes que siguieron a Nchare no se recuerdan por nada en especial. No fueron conquistadores, ni tuvo lugar ningún tipo de expansión territorial hasta el reinado del décimo Mbum, Mbum Mbuembue, a comienzos del siglo XIX. Durante el siglo XVIII, el reino se enfrentó a la amenaza de la invasión desde el norte por los fulani y los guerreros chamba. Hacia el final del siglo, Bamum disponía quizá de 10.000-12.000 personas bajo su dominio.

### Periodo independiente
El rey Mbuembue fue el primer gobernante en expandir el Reino bamun. Fue famoso por repeler un ataque de los fulani a comienzos del siglo XIX. Mfon Mbuembue también se encargó de fortificar la capital con la construcción de un muro. Fue el fundador del emblema del pueblo bamun, simbolizando su capacidad de luchar en dos frentes y ganar ambos al mismo tiempo. Por ello representó al pueblo bamun mediante una serpiente con dos cabezas, también llamada "Ngnwe peh tu".
A su muerte una de las esposas del rey, Njapdunke, tomó el poder en ausencia de herederos masculinos. Sin embargo, no llenó el vacío de poder y cuando se pensó que uno de los hijos del rey, Mbetnkom, se encontraba en la aldea "Massagham" recibiendo tratamiento se le mandó buscar. Tras encontrarle, se le llevó a la capital, convirtiéndose en Mfon Mbetnkom. Caracterizado como corto de estatura y tiránico, fue sucedido por su hijo Mbienkuo tras morir cazando. Tras él, el trono permaneció vacante algún tiempo y Ngouoh terminó proclamándose rey a pesar de no descender de Mbuembue y haber sido un esclavo. Fuertemente impopular, intentó trasladar el palacio y terminó muriendo a manos de los seguidores de la casa de Mbuembue. Finalmente, con Nsangou, volvió la dinastía del fundador al trono.

### Colonización alemana y periodo de esplendor
El Reino Bamun se convirtió voluntariamente en parte del Camerún Alemán en el año 1884 durante el reinado de Mfon Nsangou. Durante su reinado, Bamum entró en guerra contra los nso. Hacia el final del conflicto, el rey fue asesinado y su cabeza fue tomada por los nso. A su muerte, su esposa Njapdunke tomó el gobierno junto a su amante Gbetnkom Ndo`mbue.
Con el hijo de Nsangou rey Njoya en el poder el reino bamum alcanzó nuevas cotas culturales. Fue uno de los gobernantes de Bamum más prolíficos y gobernó aproximadamente entre 1883 hasta 1931. Voluntariamente puso su reino bajo el control del poder colonial alemán, y fue responsable de modernizar ciertos elementos de la sociedad mbum. En 1897, Njoya y su corte se convirtieron al islam, una decisión que afectaría a la cultura Bamun hasta muchos años después de la muerte de Njoyua. Inventó la escritura Shümom para que su pueblo pudiera recordar la historia de Bamum.

### Primera Guerra Mundial y colonización francesa
En 1914, los aliados invadieron el Kamerun alemán como parte de la campaña de África Occidental. Fumban fue capturado por los británicos bajo el mando del Coronel Gorges en diciembre de 1915, quien incluyó en un libro un relato de primera mano sobre sus gentes y su capital. Gorges describió comprensiblemente a Njoya como "un manojo de nervios" cuando se encontraron por primera vez, pero dice que aceptó el dominio británico una vez que le aseguró que no le causaría daño ni a él ni a su pueblo. En 1918, las posesiones coloniales alemanas incluyendo Kamerun fueron divididas entre Gran Bretaña y Francia, y el reino de Bamoun cayó en manos francesas. En 1923 Njoya fue depuesto, y su escritura prohibida por los franceses.

## Cultura y sociedad

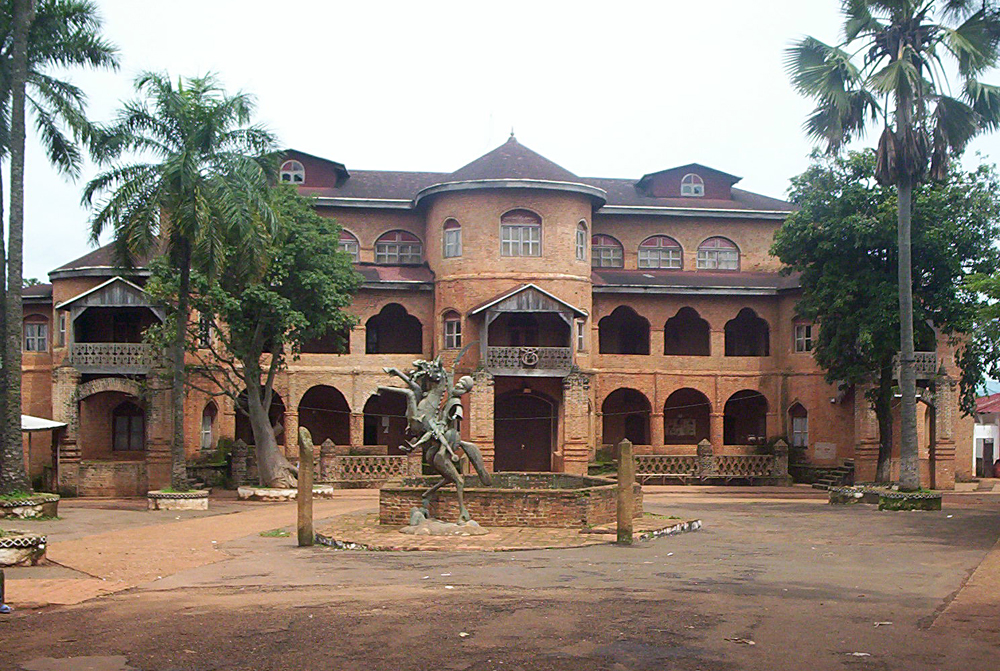
El palacio del sultán del pueblo Bamun en Foumban, Región del Oeste, Camerún.

Quedan pocos vestigios de la cultura material del reino. Se puede suponer que el lenguaje era originalmente alguna variante del tikar, aunque no duró mucho. El lenguaje de los conquistados Mben terminó imponiéndose. La economía fue principalmente agraria, con esclavitud en pequeña escala. El reino bamum mantuvo rutas comerciales con sus vecinos importando sal, hierro, abalorios, tejidos de algodón y cobre.
Los bamun desarrollaron arte en su capital de Foumban ya a principios del siglo XX. Durante el reinado de Njoya Ibrahima se mantuvieron seis contenedores de tintes de varios colores. Los bamum importaban tejidos de rafia tintados de índigo de sus vecinos hausa como símbolo real. Esta vestimenta real (Ntieya) y los artesanos hausa responsables se alojaban en talleres reales para abastecer a nobles y enseñar su arte.

### Lengua
Uno de los principales símbolos culturales bamum es su lengua y alfabeto. Hacia 1913 el rey Njoya consiguió construir una imprenta con la que popularizó su sistema de escritura Shümom. La destrucción de esta por parte de las autoridades coloniales francesas no evitó que en 1916 ya hubiera más de una veintena de escuelas que enseñan en shümom repartidas por todo el territorio bamum, que agrupan a más de 600 alumnos.

## Organización
El rey fundador organizó sus dominios de acuerdo a las instituciones típicas en sus tierras de origen tikar. Se nombraron nobles llamados kom ngu (consejeros del reino) entre los que se dividió la tierra. Diversas sociedades secretas fueron instituidas entre la población como la ngiri, que agrupaba a príncipes, o la mitngu, para el pueblo sin tener en cuenta su estatus social.
El rey reclutaba a sus servidores entre los gemelos y los hijos de las princesas. Se intitulaba mfon, como los regentes tikar. Tras la conversión al islam, se usó también el término sultán. Era habitual la poligamia real a gran escala, lo que hizo proliferar los linajes reales y el número de nobles, aunque el soberano es rey no existen los títulos de príncipe para sus hijos.

### Títulos nobiliarios
| Títulos nobiliarios | Traducción literal            | Funciones                 | Nombramiento y sucesión    |
| ------------------- | ----------------------------- | ------------------------- | -------------------------- |
| MFON                | Rey                           | Soberano                  | Carga hereditaria          |
| KOM                 | Ministro (cofundador)         | Consejeros entronizadores | Llamado, luego hereditario |
| NAFOM               | Madre del rey o reino madre   | Equilibrio del poder      | Llamado                    |
| NJI NGBETGNI        | Nji añadido                   | Virrey                    | Hereditario                |
| POM MAFON           | Hermano o Hermana             | Uterino del rey           | hereditario                |
| NJI FON FON         | Nji de los reyes              | Primer ministro           | Llamado                    |
| TITA NFON           | Padre del rey                 | ?                         | Llamado                    |
| TITA NGU            | Padre del país                | Jefe de la justicia       | Llamado                    |
| TUPANKA             | Cabeza de Panka               | Jefe del ejército real    | Llamado                    |
| KOM SHU MSHUT       | Compañero guarda del edificio | Consejero del rey         | Hereditario                |
| MANSHUT             | Grande del edificio           | Personalidad del reino    | Llamado                    |
| MFONTUE             | Rey sometió                   | Jefes Vasallos            | Hereditario                |
| SHUNSHUT            | Guarda del palacio            | Muchos servicios          | Hereditario                |
| KPEN                | Esclavo                       | Criado                    | ?                          |

### Gobernantes
1. NCHARE Yen 1394 - 1418
2. NGOUOPOU 1418 - 1461
3. MONJOU 1461-1498
4. MENGAP 1498-1519
5. NGOUH LOS 1519-1544
6. FIFEN 1544-1568
7. NGOUH II 1568-1590
8. NGAPNA 1590-1629
9. NGOULOURE 1629-1672
10. KOUOTOU 1672 –1757
11. MBOUOMBOUO 1757-1814
12. GBETKOM 1814-1817
13. MBIEKOUO 1817-1818
14. NGOUHOUO 1818-1863
15. NGOUNGOURE 1863, 30 minutos,
16. NSANGOU 1863-1889
17. NJOYA 1889-1933
18. NJIMOLUH NJOYA 1933-1992
19. MBOMBO NJOYA 1993-2021.
20. MOUHAMMAD-NABIL MFORIFOUM NJOYA 2021-